# Bernard Sesboüé
Bernard Sesboüé, né le 30 juillet 1929 à La Suze-sur-Sarthe et mort le 22 septembre 2021 à Lille, est un prêtre jésuite français, théologien et écrivain. 

## Biographie
Bernard Sesboüé est né en juillet 1929, dans une famille catholique pratiquante. Il passe son bac au lycée Notre-Dame-de-Sainte-Croix du Mans, puis une licence de lettres classiques à la Sorbonne.
Il entre dans la Compagnie de Jésus en 1948, au noviciat jésuite de Laval. Il est ordonné prêtre en septembre 1960 à Saint-Leu-d'Esserent par le cardinal Feltin, archevêque de Paris. Il fait son Troisième an à Paray-le-Monial, puis part à Rome en 1962, alors que s'ouvre le concile Vatican II, pour préparer une thèse de doctorat sur Basile de Césarée.
En 1964, il enseigne la patristique et la dogmatique à la Faculté de théologie jésuite de Fourvière, à Lyon. Il est ensuite professeur au centre Sèvres de Paris de 1974 à 2006, dont il fut doyen de la faculté de théologie de 1981 à 1987.
Il a fait partie de la Commission théologique internationale. Spécialiste de l’œcuménisme, il participe de 1967 à 2005, au groupe des Dombes dont il a été coprésident. Il est consulteur au secrétariat pour l'unité des chrétiens. 
En 2011, Bernard Sesboüé a reçu le prix du Cardinal-Grente, de l’Académie française, pour l’ensemble de son œuvre.
« Figure majeure de la théologie du XXe siècle », Bernard Sesboüé est mort le 22 septembre 2021 à 92 ans.

## Ouvrages publiés
- L'Évangile dans l'Église : la tradition vivante de la foi, 1975.
- Paroles de foi, paroles d'Église : guide de lecture du mystère de la foi, 1980.
- Contre Eunome, 1983
- Réconciliés avec le Christ, 1988.
- La Résurrection et la vie : petite catéchèse sur les choses de la fin, 1990.
- Pour une théologie œcuménique : Église et sacrements : Eucharistie et ministères, la Vierge Marie, 1990.
- Jésus-Christ l'unique médiateur : essai sur la rédemption et le salut, 1991.
- Dieu peut-il avoir un fils ? : le débat trinitaire du IVe siècle, 1993.
- Pédagogie du Christ : éléments de christologie fondamentale, 1994.
- Histoire des dogmes, 1994-1996.
- N'ayez pas peur : regards sur l'Église et les ministères aujourd'hui, 1996.
- Jésus-Christ à l'image des hommes, 1997.
- Basile de Césarée et la Trinité : un acte théologique au IVe siècle : le rôle de Basile de Césarée dans l'élaboration de la doctrine et du langage trinitaire, 1998
- Rome et les laïcs : une nouvelle pièce au débat : l'instruction romaine du 15 août 1997, 1998.
- La personalità dello Spirito Santo. Un dialogo con Bernard Sesboüé, 1998.
- Croire : invitation à la foi catholique pour les femmes et les hommes du XXIe siècle, 1999/2003 (nouvelle éd.), 576 p.  (ISBN 978-2704107315).
- Jésus-Christ dans la tradition de l’Église : pour une actualisation de la christologie de Chalcédoine, 2000.
- Tout récapituler dans le Christ : christologie et sotériologie d'Irénée de Lyon, 2000.
- Le magistère à l'épreuve : vérité, autorité et liberté, 2001.
- Karl Rahner, 2001.
- Marie, ce que dit la foi, 2004.
- « Hors de l’Église pas de salut » : histoire d'une formule et problèmes d'interprétation, 2004.
- La Résurrection et la vie, 2004 ; 2009.
- Le Christ hier, aujourd'hui et demain, 2004.
- La patience et l'utopie : jalons œcuméniques, 2006.
- Le Da Vinci Code expliqué à ses lecteurs, 2006.
- Yves de Montcheuil 1900-1944, 2006.
- La théologie au XXe siècle et l'avenir de la foi, 2007. prix de littérature religieuse 2008[5]
- L'Évangile et la tradition, 2008.
- Invitation à croire : des sacrements crédibles et désirables, Les éditions du Cerf, 2009, 353 p. (ISBN 978-2-2040-8790-2).
- Christ, Seigneur et fils de Dieu : libre réponse à Frédéric Lenoir, Lethielleux, Paris, 2010.
- De quelques aspects de l'Église : païens et juifs, Écriture et Église, autorité, structure ministérielle, 2011.
- Les « Trente glorieuses » de la christologie (1968-2000), éditions Lessius, Bruxelles, 2012.
- Histoire et théologie de l'infaillibilité de l'Église, éditions Lessius, 2013.
- Léonce de Grandmaison (1886-1927), un intellectuel témoin du Christ et apôtre de l'Esprit, Namur, Éditions jésuites [Lessius], 2015, 150 p.
- L’homme, merveille de Dieu, Éditions Salvator, 2015  (ISBN 978-2-7067-1214-2).
- Jésus, voici l'homme, Éditions Salvator, 2016  (ISBN 978-2-7067-1410-8).
- Introduction à la théologie : histoire et intelligence du dogme, Éditions Salvator, 2017.
- L'Église et la liberté, Paris/14-Condé-en-Normandie, Salvator, coll. « Forum », 2019, 272 p. (ISBN 978-2-7067-1809-0).
- Comprendre l'Eucharistie, Salvator, 2020, 192 p. (ISBN 978-2-7067-1905-9).